# صارمی
صارمی نام خانوادگی چند تیره از طایفه موم‌صارم میباشد.
صارمی یک نام خانوادگی‌ست. افراد شاخص با این نام از این قرارند:
- ابوطالب صارمی، نویسنده و مترجم ایرانی
- ابوطالب صارمی (پزشک)، پزشک ایرانی و بنیان‌گذار لقاح مصنوعی در ایران
- حیدر صارمی دوبلور و بازیگر
- علی صارمی فعال سیاسی
- علی‌اکبر صارمی معمار و نقاش
- شهاب‌‌ صارمی آهنگساز، رهبر ارکستر پیانیست
- غزل صارمی بازیگر سینما و تلویزیون
- محمود صارمی خبرنگار کشته شده در افغانستان
- منصور صارمی نوازندهٔ سنتور
- مهدی صارمی بازیگر، مجری و آهنگساز
- ناصر صارمی شاعر و نویسنده
- علی صارمی زندانی سیاسی اعدام‌شده (هوادار سازمان مجاهدین)